# Костел Святої Анни (Краків)

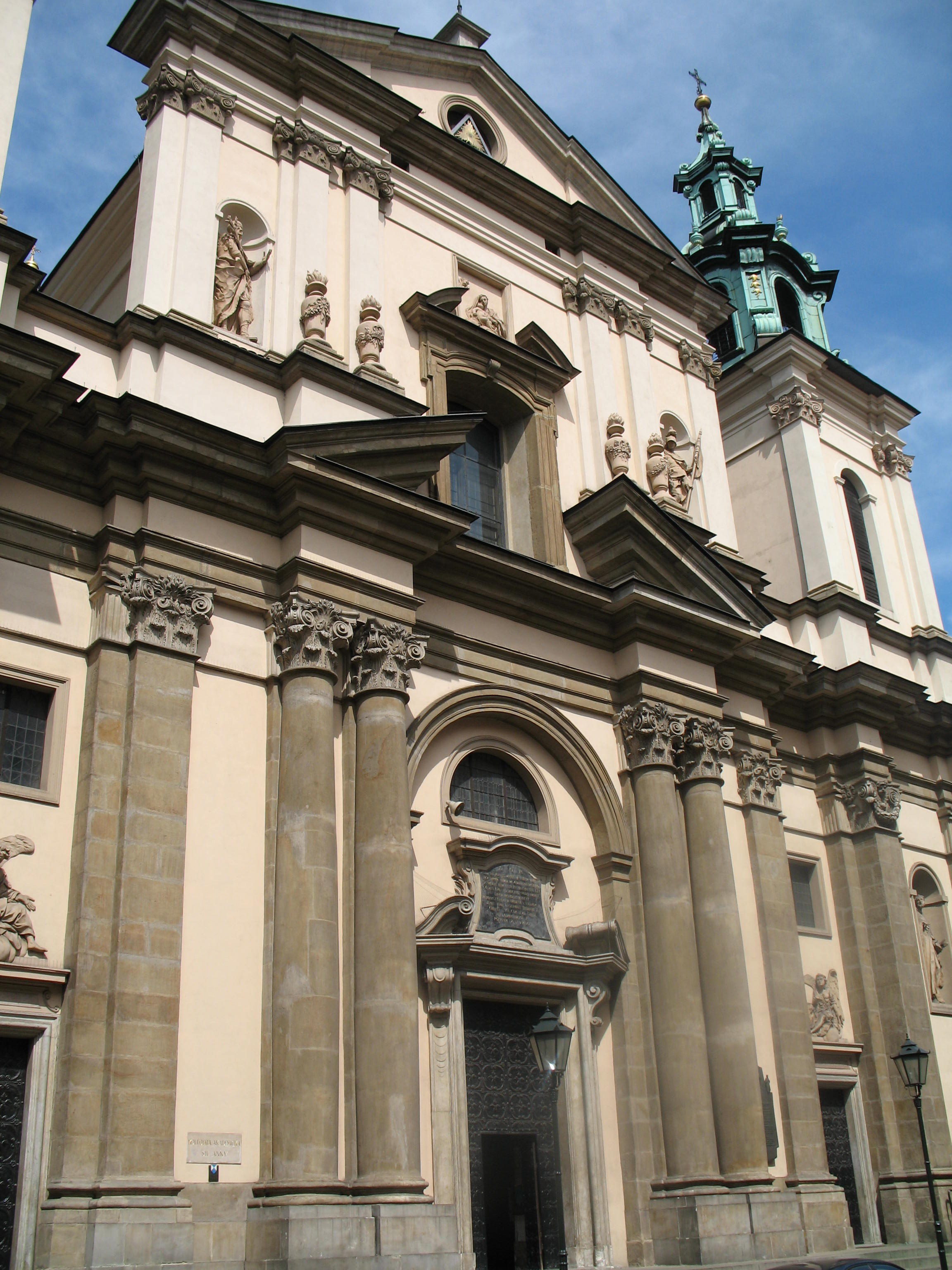
Фасад костелу

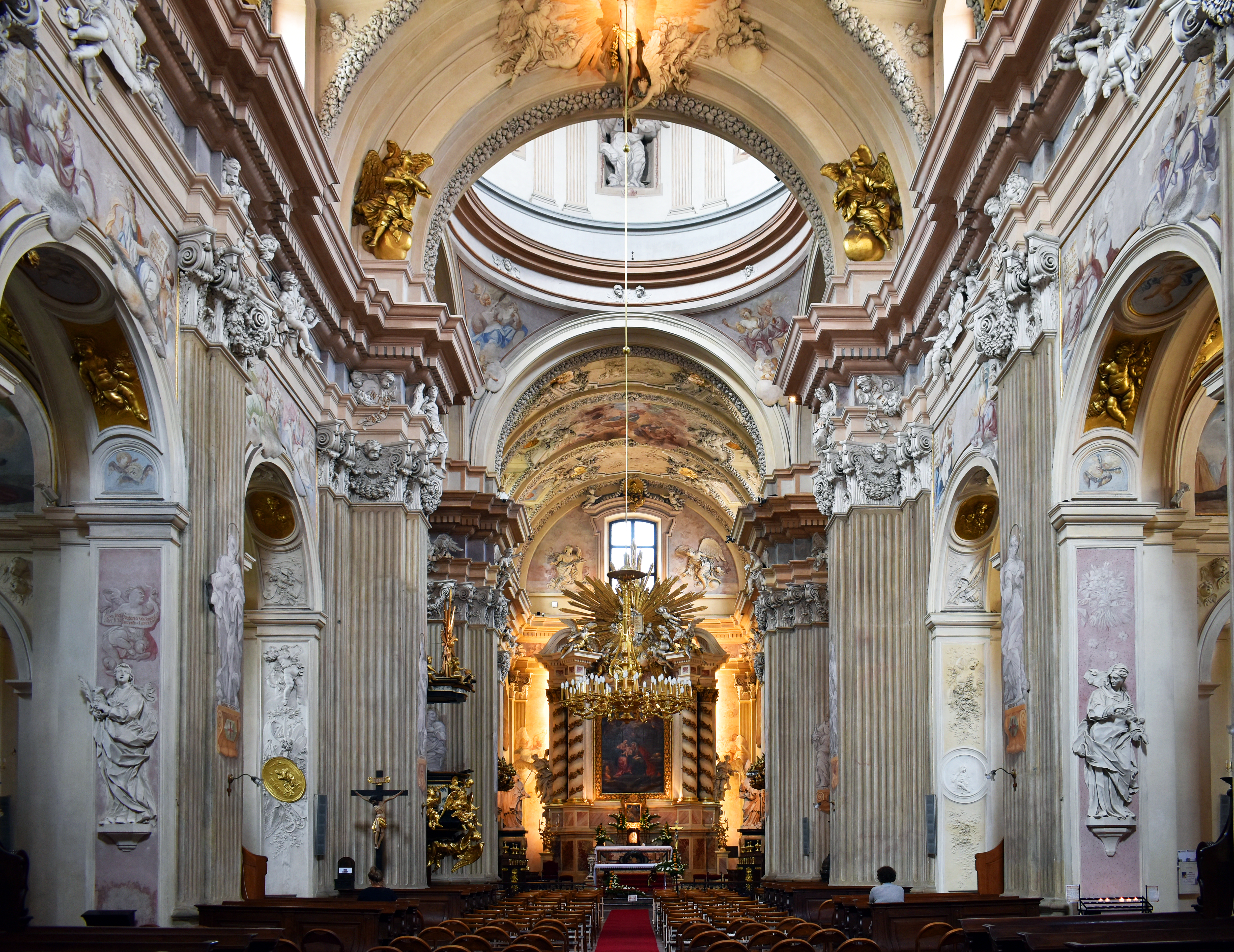
Інтер'єр костелу

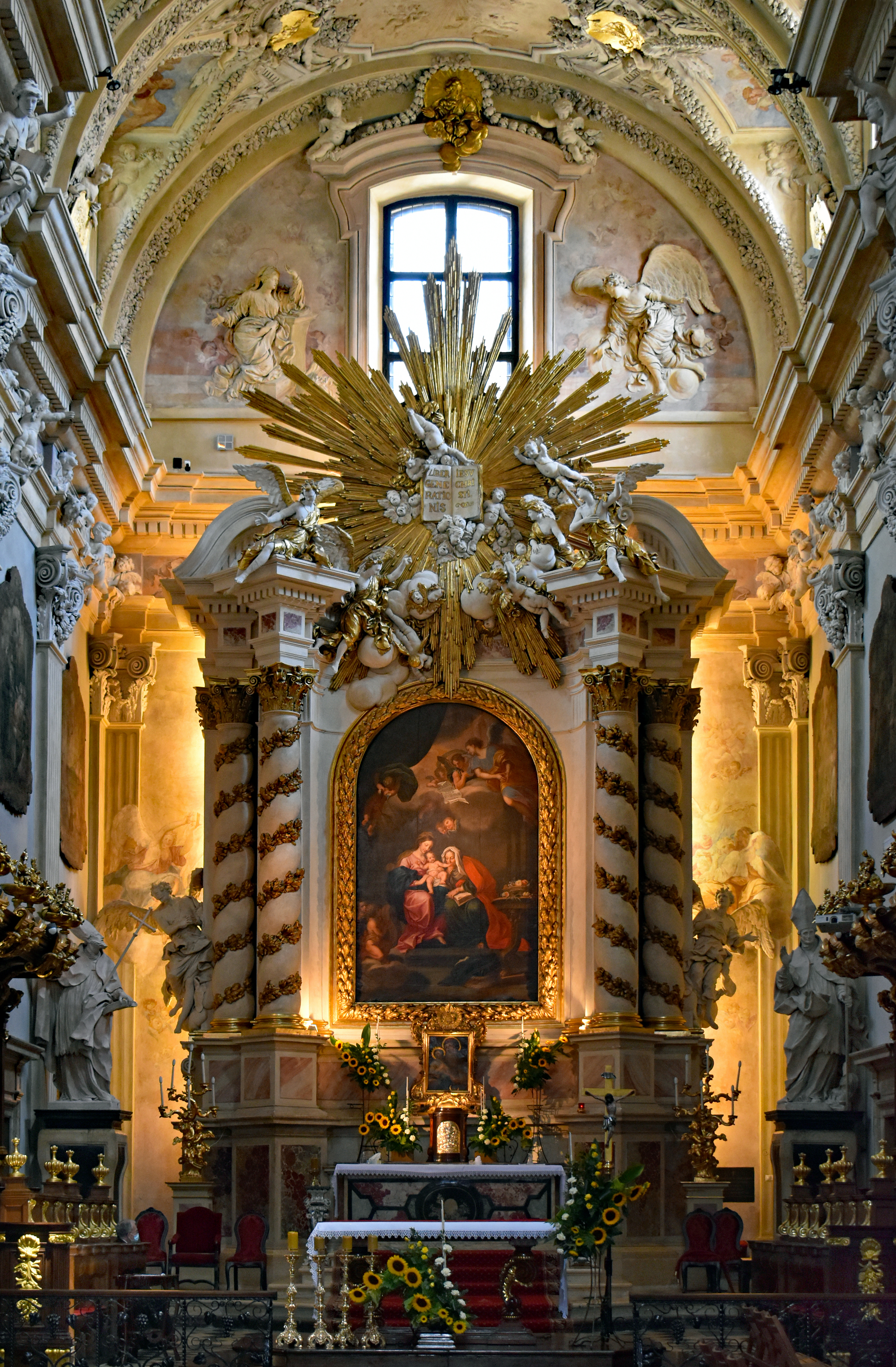
Головний вівтар.

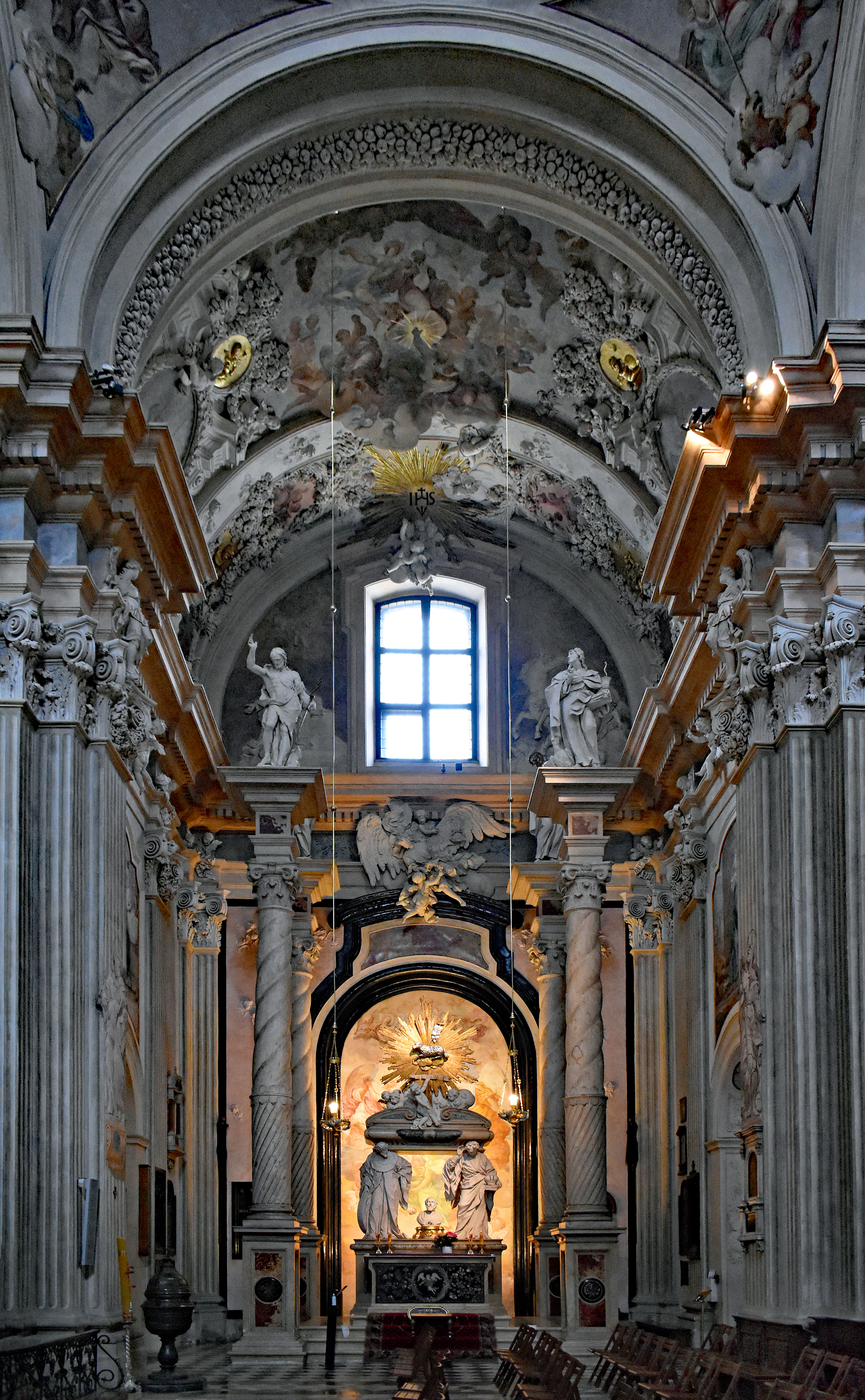
Правий частина поперечної нави та гробниця св. Іоанна Кетського

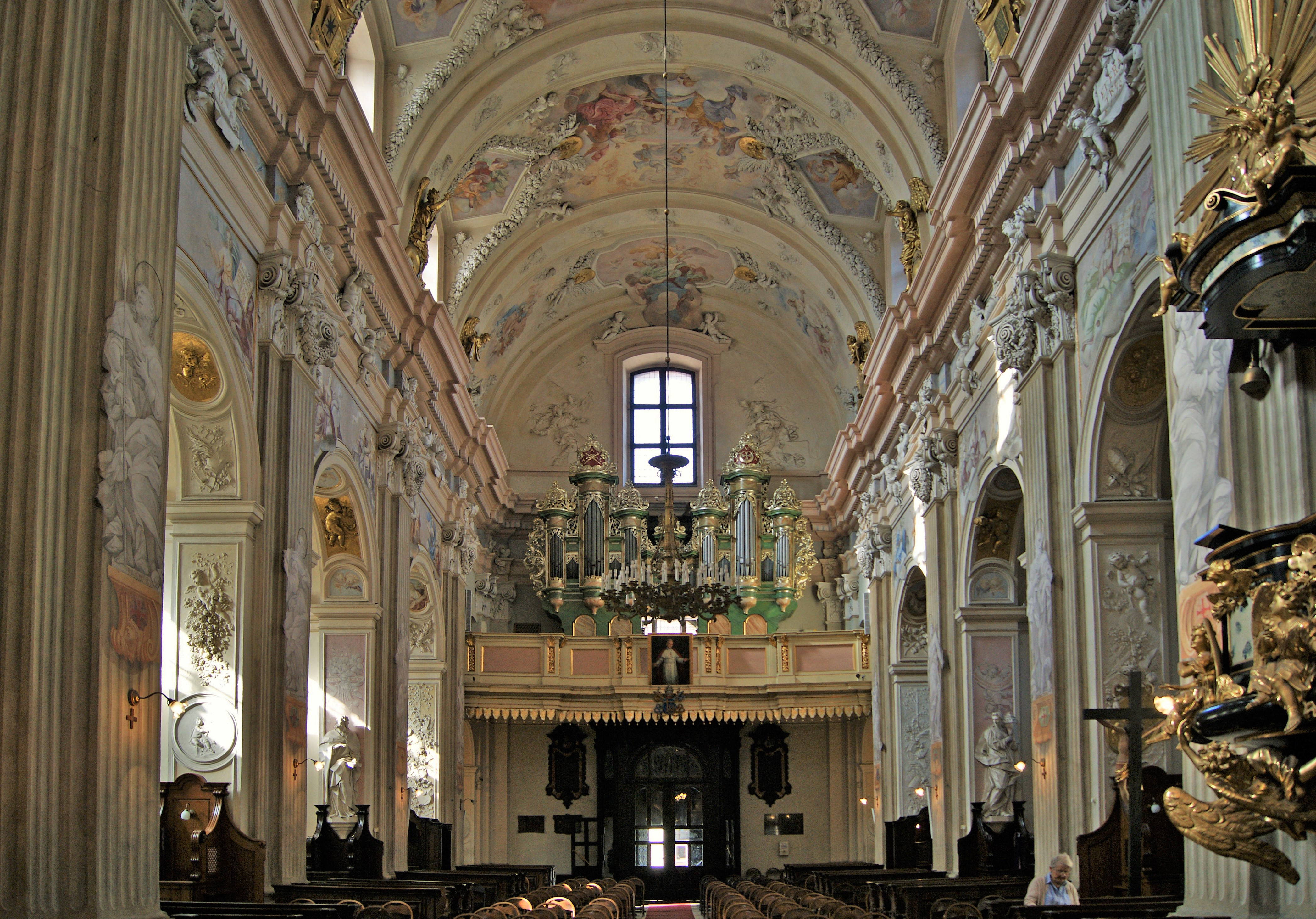
Хор і орган

Костел Святої Анни — історичний римо-католицький парафіяльний костел та академічний колегіальний костел, розташовані в Кракові на вул. Святої Анни, 13.

## Історія

### Перший костел (XIVст.–1407р.)
Перший дерев'яний костел був побудований в XIV столітті. Точна дата зведення храму невідома, але перша згадка про костел датується 27 вересня 1363 року. Йшлося про прохання Казимира Великого до папи Урбана V про індульгенцію на відвідування храму в річницю його освячення. Костел згорів у 1407 році під час антиєврейських бунтів. Заворушення спалахнули 29 березня 1407 року після того, як канонік Будек виголосив проповідь у вівторок після Великодня в костелі Святої Барбари, в якому він звинуватив євреїв, які проживали в Кракові, у вбивстві християнської дитини. За словами Яна Длугоша, деякі євреї, тікаючи від погрому, сховалися у вежі костелу св. Анни. Натовп підпалив вежу, змусивши їх здатися.

### Другий костел (1407—1689)
На місці згорілого храму того ж року повстав мурований костел в готичному стилі. Його фундатором був король Владислав Ягайло, з його ініціативи у 1418 році костел перейшов під опіку Краківської академії. У 1428 році за часів пароха Яна з Велуня було розширено святиню. У 1473 р. похований у костелі св. Анни професор Краківської академії Ян Канті. У 1535 році єпископ Петро Томіцький оголосив костел колегіальним і заснував при ньому капітул колегіату. У 1539 р. була виготовлена нова труна для Яна Канті, а в 1549 р. на кошти ректора Краківської академії Якуба Фределя — новий ренесансний надгробок.
У 1680 році Папа Інокентій XI беатифікував Яна Канті. Через зростання культу святого професори Академії вирішили знести костел і побудувати на його місці більший, здатний вмістити всіх паломників, які відвідують могилу Яна Канті. Костел було зруйновано 1689 року коштом Академії.

### Будівництво третьої церкви (1689—1703)
У рік знесення колегіати було закладено наріжний камінь під будівництво нового храму. Оригінальний проект костелу, запропонований архітектором Тильманом із Гамерена, посилався на план римського костелу Сан-Карло аї Катінарі, який також послужив натхненням для університетського костелу паризької Сорбонни. Професори Академії відхилили проект і запропонували Тильману як зразок план костелу Сан-Андреа-делла-Валле, який перебував під опікою театинського ордену — конкурентів єзуїтів, оскільки краківські вчені хотіли перевершити костел св. Петра і Павла, яким керували єзуїти. Тильман з Гамерена зробив новий проект, який був прийнятий і розпочато будівництво. З 1692 р. будівельними роботами керував отець Себастьян Ян Піскорський — парох і професор Краківської академії. У 1695 році церква була недобудована і ще не мала купола.

### Третій костел (1703–тепер)
У 1703 році єпископ Казімєж Лубєнський освятив костел. Наприкінці 18 століття вежі отримали нові пізньобарокові куполи за проектом отця Себастьяна Сераковського, які своєю формою подібні до купола Вавельської годинникової вежі.
Колегіальний капітул закінчився в 19 столітті. 27 вересня 1993 року отець Францішек Махарський відновив капітул, призначивши водночас пропектора, кустодія, пенітенціарія та чотирьох генеральних каноніків.
Храм часто відвідував єпископ Кароль Войтила, а згодом Папа Іван Павло II. Він служив меси, проповідував на реколекціях і зустрічався зі студентами. Він сповідав вірних, про що нагадувала табличка, прикріплена над гратами сповідальниці в лівій частині храму. Він здійснив приватне паломництво до гробу св. Іоанна Кетського. 19-21 грудня 1960 р. виголошував у церкві проповідь для заручених. Побудуйте будинок на скелі. Уже будучи Папою, він відвідав колегіату в неділю, 8 червня 1997 року, в рамках 6-ї апостольської подорожі до Польщі.

## Фасад
Фасад двоярусний, фланкований двома вежами, увінчаними куполами в стилі пізнього бароко. Його форма нагадує фасад церкви Сант'Анастазії в Римі. Другий ярус увінчаний трикутним фронтоном. На фронтоні — барельєф із зображенням Ока Божого Провидіння. Над головним порталом напис латинською мовою про Святу Анну як господиню цієї церкви. Над вікном другого поверху — барельєф із зображенням Мадонни з немовлям. Над бічними входами — рельєфи ангелів. У нішах на фасаді розміщено фігури 4 святих:
- Св. Казимира (верхній поверх, ліворуч)
- Св. Флоріана (верхній поверх, справа) Св..Бернарда Клервоського (нижній поверх, ліворуч).
- Св. Яна Канті (нижній поверх, справа).

Вся композиція фасаду розроблена так, щоб він найкраще виглядав у косому вигляді з вузької вулиці св. Анни. Бо під час будівництва костелу парку Планти ще не існувало, а нинішня вулиця Св. Анни (тоді вул. Жидовська) була закрита оборонними мурами.

## Інтер'єр
Споруда однонавна з бічними каплицями та трансептом і прямим закритим вівтарем. Нава має циліндричне склепіння з люнетами, а над її перетином з трансептом підноситься восьмигранний купол з тамбуром. Каплиці з'єднані між собою переходами, завдяки чому вони нагадують приділи, тому цю церкву часто помилково приймають за тринавну. Тут 6 каплиць, у тому числі 2 склепінчасті з куполами. Покликання каплиць є:
- Каплиця Святого Петра в кайданах
- Каплиця Святої Катерини Александрійської (з куполом)
- Каплиця Святого Себастьяна
- Каплиця Святого Івана Хрестителя
- Каплиця Непорочного Зачаття Пресвятої Діви Марії (купольна)
- Каплиця Святого Йосипа

У трансепті влаштовано додаткові каплиці:
- Каплиця Поклоніння Христу, знята з хреста (у лівому рамені трансепта)
- Каплиця Святого Яна Канті (у правому рукаві трансепту).

Багате внутрішнє оздоблення (включаючи вівтарні образи) розроблено та виконано Бальтазаром Фонтаною, картини намалював Кароль Данкварт та Іннокентій Монті. Костел вважається однією з найкрасивіших барокових споруд Польщі.

### Пресвітерій
Головний вівтарний образ був розроблений Бальтазаром Фонтаною та виготовлений Яном Лішковичем. У ній міститься зображення Св. Анни Самотшеці, художник Юрій Семигиновський. Фігури святих з боків (св. Станіслава та св Войцеха) виліпив Фонтана у 1701 році. Стайки були зроблені в 1730 році Яном Ольбросовичем. На їхніх спинах у 1741 році Шимон Чехович написав 4 сцени:
- Благовіщення Пресвятої Богородиці
- Зустріч св. Анни і св. Йоахима
- Різдво Пресвятої Богородиці
- Св. Анна з Марією та Йоакимом

Амвон з ангелом, який його підтримує, вирізьблений у 1727 році. Антоній Фронкевич.
Хрестильну купіль відлив у 1646 році Якуб Ерліхер. Це єдине вціліле устаткування попередньої церкви.
На передній стіні розміщено Благовіщення, а на склепінні в трьох послідовних відсіках: Святий Дух (ліпне), Непорочність (мальоване), Різдво (ліпне).
На бічних стінах пресвітерію, одна навпроти одної, технікою ангризайль намальовано Марію та Ісуса. Вони були підписані не своїми іменами, а цитатами зі Святого Письма:
- Марія: Domus Dei — Дім Божий
- Ісус: Caput Anguli — Наріжний камінь

### Нефа
У наві є продовження цієї теми у вигляді 12 апостолів, написаних технікою ангризайль і підписаних не своїми іменами, а назвами коштовних каменів. Це:
- Св. Петро — яшма
- Св. Павло — сапфір
- Св. Ян — сардонікс
- Св. Андрій — халцедон
- Св. Яків старший — смарагд
- Св. Яків молодший — сардіус (сердолік)
- Св. Матвій — хризопраз
- Св. (апостол)|Томаш — хризоліт
- Св. Тадеуш — аметист
- Св. Пилип — берилій
- Св. Варфоломій — топаз
- Св. Саймон — гіацинт

У церкві св. Анни, назви каменів були присвоєні апостолам, посилаючись на 12 шарів Святого Міста, зображеного в Апокаліпсисі св. Яна. Апостоли були розміщені на стовпах, щоб показати, що вони є стовпами Церкви.
На стінах нави, над арканом, що веде до каплиць, були намальовані сивіли у вигляді язичницьких пророчиць, які сповістили про прихід у світ Христа. Над сивілами ліпнина, що тримає сувої з іменами людей із роду Ісуса. Над ними розмальовані золотом фігури ангелів тримають щити з атрибутами Марії.
На стелі зображено Апокаліптичний Агнець, 24 старці, серафими та книга з сімома печатками. На хорах — величний орган на 26 голосів першої чверті XVIII ст., фундований отцем Гжегожем Охабовичем, а над хорами зображено явлення св. Яна. На вітрилах купола розміщені алегорії кардинальних чеснот, а на самому куполі зображено Хвала Господню та назви перших чотирьох Вселенських соборів.

### Трансепт
У правому, або південно-східному рукаві трансепту, знаходиться сповідь св. Яна Канти, де покояться останки святого покровителя Ягеллонського університету, канонізованого 1767 року. Це монументальний кам'яний бароковий вівтар роботи Бальтазара Фонтани. Труну з останками святого несуть 4 висічені в камені фігури чоловіків, які символізують 4 факультети Краківської академії:
- Теологічний
- Філософський
- Юридичний
- Медичний

На 4 колонах, встановлених навколо вівтаря, знаходяться статуї 4 Святих Іоаннів — тезки професора:
- Іоан Хреститель,
- Іоан Євангеліст,
- Іоан Золотоустий,
- Іоан Дамаскин.

На труні стоїть скульптурне погруддя Яна Канті, виконане в XIX столітті Францішеком Виспянським, батьком Станіслава Виспянського.
Поліхромії на стінах із зображенням сцен із життя св. Яна Канти виконав Іннокентій Монті, а Прославлення св. Яна з Кентів на склепінні намалював Кароль Данкварт з Ниси.
На боках сповіді — вотиви, серед яких турецькі бунчуки, захоплені Яном III Собеським під Віднем у 1683 році.
У лівій частині трансепту розміщено класицистичний пам'ятник Миколі Копернику, відкритий у 1823 р., на кошти та за проектом кс. Себастьяна Сераковського. Це перший пам'ятник цьому вченому в Польщі. Існує також ліпнина "П'єта" Бальтазара Фонтани та картини: "Христос у величі", "Arma Christi", "Жертвоприношення Авраама" та "Мідний змій", "Знайдення хреста імператрицею Оленою" та "Підняття хреста імператором Іраклієм". На стіні є епітафія Юліуша Словацького, фінансована його матір'ю. Виготовили їх Едвард Стелік і Владислав Олещинський (медальйон). У трансепті поховані двоє слуг Божих: Єжи Цесельський (у південно-східному рукаві трансепту) та єпископ Ян П'єтрашко (у північно-західному рукаві трансепту).

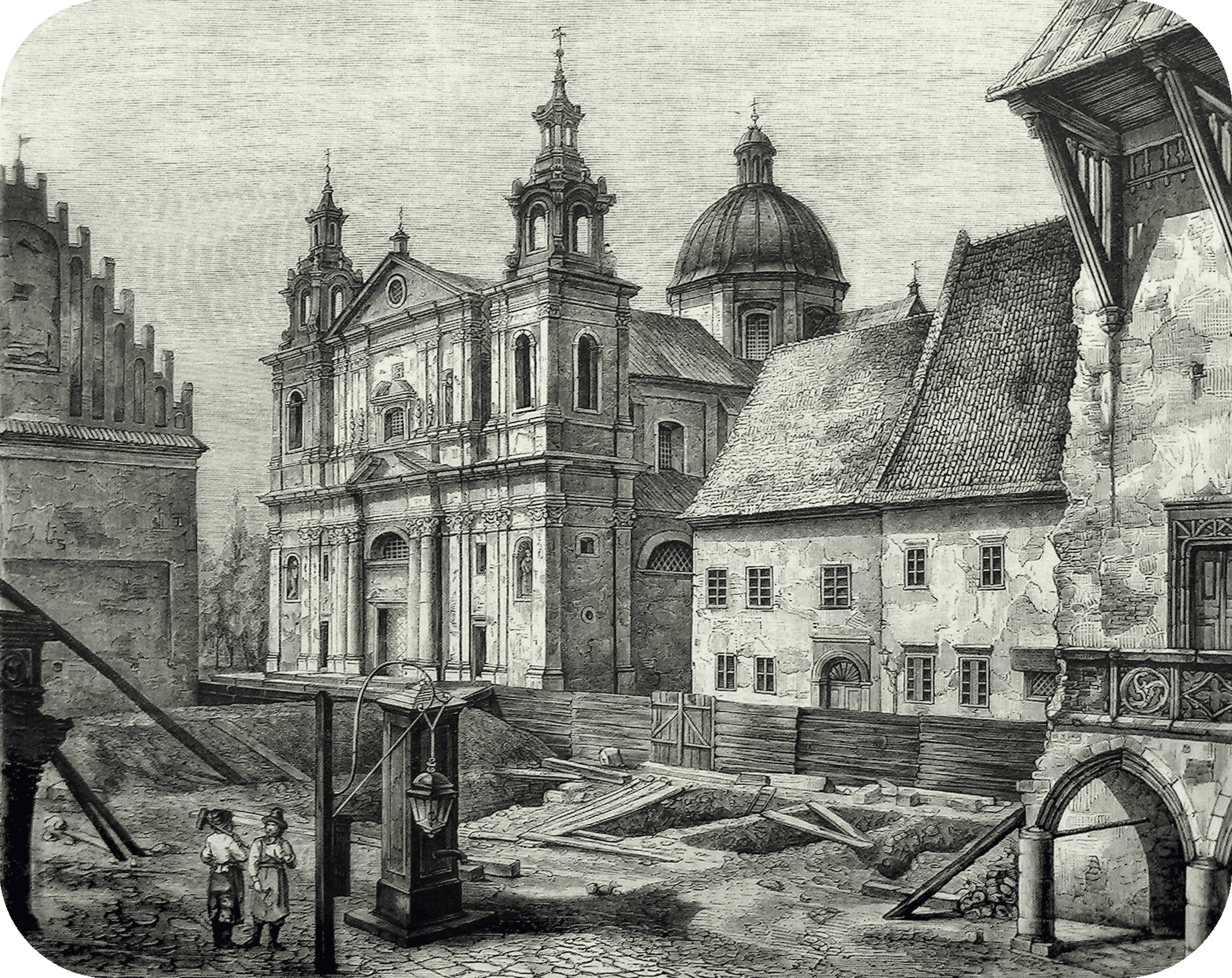
Ксилографія— Tygodnik Ilustrowany друга половина 19 ст